# میهو ناکایاما
میهو ناکایاما (به ژاپنی: 中山美穂 Miho Nakayama)؛ زادهٔ ۱ مارس ۱۹۷۰ – درگذشتهٔ ۶ دسامبر ۲۰۲۴) بازیگر، مدل، و خواننده اهل ژاپن بود.